# Germain Ier de Constantinople
Germain Ier ou Germanos ou Germain de Constantinople est patriarche de Constantinople du 11 août 715 au 17 janvier 730. Il est fêté en tant que saint dans l'Église byzantine le 12 mai.

## Biographie
Selon Théophane le Confesseur, il était le fils d'un patrice Justinien qui se trouvait à Syracuse auprès de l'empereur Constant II en 668, et qui, après l'assassinat de l'empereur, fut compromis dans l'usurpation de l'officier arménien Mezezios. Le patrice fut exécuté sur l'ordre de Constantin IV, et son fils Germain fut châtré et placé dans un monastère. Le nom « Justinien » ayant été utilisé dans la dynastie d'Héraclius, il n'est pas exclu que le patrice et son fils aient été apparentés à l'ancienne famille impériale, mais on n'a aucune précision à ce sujet.
On retrouve Germain en 712, métropolite de Cyzique et participant à ce titre au concile organisé à Constantinople par l'empereur Philippicos Bardanès ; il accepte d'ailleurs à cette occasion, comme la majorité des évêques présents, l'abrogation du concile œcuménique de 681 et le retour au monothélisme. Dès le renversement de Philippicos (3/4 juin 713), son successeur Anastase II rétablit l'orthodoxie, et l'ensemble des évêques s'incline également. Germain est promu patriarche de Constantinople le 11 août 715 après la mort de son prédécesseur Jean VI, nommé par Philippicos, mais maintenu par Anastase II.
Comme patriarche, il tente d'ouvrir des négociations de réunification avec l'Église arménienne, et on conserve de lui une lettre adressée aux dirigeants de cette Église. Elle est transmise au catholicos David Ier d'Aramonk par Stépanos de Siounie, qui est chargé d'y répondre par une réfutation. La grande affaire de son pontificat est la querelle de l'iconoclasme. Il mène des discussions à ce sujet avec les évêques iconoclastes Jean de Synnada, Constantin de Nacoleia et Thomas de Claudiopolis (en Bithynie ou en Cilicie).
Le 7 janvier 730, l'empereur Léon III l'Isaurien tient une assemblée de dignitaires de la cour (silention) qui adopte un édit faisant de l'iconoclasme la doctrine officielle. Le patriarche refuse d'y participer car il considère que le sujet abordé relève seulement d'un concile œcuménique, et il refuse ensuite de contresigner l'édit. Il est déposé dix jours plus tard, le 17 janvier, et se retire dans un monastère proche de la capitale. Il est remplacé par Anastase.
En plus de la lettre aux Arméniens, on conserve de lui trois lettres sur la question du culte des images (une au métropolite Jean de Synnada, soupçonné de favoriser l'iconoclasme, lettre confiée à Constantin de Nacoleia, suffragant de Jean; une à ce dernier, pour lui reprocher de ne pas avoir remis la lettre précédente ; une à l'évêque Thomas de Claudiopolis), un traité narratif Sur les saints synodes, un dialogue Sur le terme de la vie (Περὶ ὅρων ζωῆς), neuf autres discours, et des hymnes. On a aussi sous son nom un texte d'explication de la liturgie chrétienne, très répandu pendant des siècles en grec et en traduction latine (Historia mystica ecclesiæ catholicæ), mais dont l'attribution est douteuse.

## Œuvres conservées
- CPG 8002-8033.